# Joan Casals Thomas
Joan Casals Thomàs (Es Mercadal, Menorca, 23 de maig de 1921 – Ferreries, Menorca, 7 de setembre de 2006) fou un empresari hoteler, promotor i polític menorquí, diputat al Congrés dels Diputats en la Tercera Legislatura.

## Biografia
Fill d'un comerciant de teixits, va fer els primers estudis a Menorca. Durant la guerra civil espanyola va ingressar a l'Escola de Guerra de Maó, on el 1938 es graduà com a tinent de l'Exèrcit Popular de la República. Per aquest motiu en acabar la guerra fou tancat a la presó.
En 1942 es va instal·lar a Mallorca. Entre 1945 i 1960 a dirigir una botiga de teixits a Palma, però el 1950 va promoure l'Hotel Jaime I, i el 1957 l'Hotel Nixe Palace de Cala Major, a Mallorca. A l'Hotel Jaime I hi organitzaria torneigs internacionals d'escacs, els primers de la Nova Cançó en català i les convocatòries d'Unicef.
El 1967 es trasllada a Menorca, on crea la societat Protumersa per a la construcció d'un hotel a Cala Galdana, inaugurat el 1970. El 1973 muntà una empresa alimentària a s'Hort de Sant Patrici (Ferreries). Alhora, el 1971-1972 participà en l'Institut Balear d'Estudis Empresarials (IBEDE).
Políticament va fundar el partit democristià Esquerra Democràtica. El 1962 participà amb Félix Pons Marqués en el Congrés del Moviment Europeu reunit a Múnic (l'anomenat Contuberni de Múnic), raó per la qual fou desterrat nou mesos a Fuerteventura (Illes Canàries). En 1977 va fundar la Unió Democràtica de les Illes Balears (UDIB), que es va integrar en l'Equip de la Democràcia Cristiana de José María Gil Robles i Joaquín Ruiz Jiménez, amb qui es presentà a les eleccions generals espanyoles de 1977.
EN 1980 ingressa al Partit Demòcrata Popular (PDP), amb el que és elegit diputat a les eleccions generals espanyoles de 1986 com a part de la coalició AP-PDP-PL. Fou vocal de la Comissió d'Indústria, Obres Publiques i Serveis del Congrés dels Diputats. Quan la coalició es va trencar va ingressar en el Grup Mixt, i quan el febrer de 1989 el PDP es va integrar en el nou Partido Popular dimití del seu escó i deixà la política activa.
Després es dedicà a la gestió hotelera, principalment del l'Hotel Cala Galdana i del Club Sud Menorca, que va convertir en punts de reflexió per als polítics illencs. Va ser president del Foment del Turisme de Menorca i va rebre la Medalla d'Or al Mèrit Turístic i el premi Cornelius Atticus del Govern de les Illes Balears.